# Ensete
Ensete Bruce ex Horan. è un genere di piante monocotiledoni della famiglia delle Musaceae, diffuso nelle regioni tropicali di Africa e Asia ed include il falso banano o enset (Ensete ventricosum) un importante coltivazione a scopo alimentare in Etiopia.

## Tassonomia
Il genere Ensete fu descritto per la prima volta da Paul Fedorowitsch Horaninow (o Horaninov, 1796–1865) nel suo Prodromus Monographiae Scitaminarum del 1862 in cui incluse una singola specie, Ensete edule. Tuttavia, il genere non ricevette un riconoscimento generale fino al 1947, quando fu ripreso da E. E. Cheesman in un articolo nel Kew Bulletin sulla classificazione delle banane. Cheesman incluse nel genere 25 specie. 
La più recente revisione del genere di Simmonds (1960) include solo sei specie. Di recente il numero è aumentato a sette poiché la Flora of China ha, non del tutto convincentemente, reintegrato Ensete wilsonii. 

Comprende le seguenti specie diffuse in Africa e Asia:
- Ensete glaucum (Roxb.) Cheesman - Asia
- Ensete homblei (Bequaert ex De Wild.) Cheesman - Africa
- Ensete lecongkietii Luu, N.L.Vu & Q.D.Nguyen
- Ensete livingstonianum (J.Kirk) Cheesman
- Ensete perrieri (Claverie) Cheesman
- Ensete superbum (Roxb.) Cheesman
- Ensete ventricosum (Welw.) Cheesman

## Usi
Le radici e il cuore del fusto di Ensete ventricosum, comunemente noto come "falso banano" per la somiglianza dei suoi frutti a quelli del banano (localmente è chiamato enset o cocciò), sono un'importante risorsa alimentare per numerose popolazioni del sud dell'Etiopia.